# Герои Социалистического Труда Павлодарской области
В настоящий список включены:

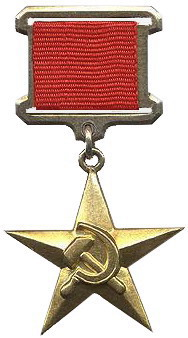
Золотая медаль «Серп и Молот»

- Герои Социалистического Труда, на момент присвоения звания проживавшие на территории современной Павлодарской области Казахской ССР, — 66 человек; не учитываются выделенные  персиковым цветом  Герои, проживавшие на территории Бескарагайского района, входившего в 1938—1959 годах в состав Павлодарской области, а позже переданного в состав Семипалатинской (ныне Абайской) области (3 человека);
- уроженцы Павлодарской области, удостоенные звания Героя Социалистического Труда в других регионах СССР, — 20 человек;
- Герои Социалистического Труда, прибывшие на постоянное проживание в Павлодарскую область, — 3 человека.

Вторая и третья части списка могут быть неполными из-за отсутствия данных о месте рождения и проживания ряда Героев.
В таблицах отображены фамилия, имя и отчество Героев, должность и место работы на момент присвоения звания, дата Указа Президиума Верховного Совета СССР, отрасль народного хозяйства, место рождения/проживания (знаком * выделены регионы, не относящиеся к Павлодарской области), а также ссылка на биографическую статью на сайте «Герои страны». Формат таблиц предусматривает возможность сортировки по указанным параметрам путём нажатия на стрелку в нужной графе.

## История
Первое присвоение звания Героя Социалистического Труда в Павлодарской области произошло 28 марта 1948  года, когда за получение высоких урожаев пшеницы в 1947 году Указом Президиума Верховного Совета СССР награду получили Татьяна Кирпиченко, Мария Рудько и Григорий Филёв.
Подавляющее большинство Героев Социалистического Труда в Павлодарской области приходится на сельскохозяйственную отрасль — 47 человек. Остальные представлены сферами угольной промышленности — 6, металлургии и строительства — по 3, транспорта и образования — по 2, машиностроения, энергетики и государственного управления — по 1.

## Лица, удостоенные звания Героя Социалистического Труда в Павлодарской области
| №         | Фамилия, имя, отчество            | Даты жизни              | Деятельность | Дата присвоения | Отрасль        | Место рождения                  | ГС        |
| --------- | --------------------------------- | ----------------------- | --- | --------------- | -------------- | ------------------------------- | --------- |
| 1         | Абишев Сатымбек                   | 1882—1953               | Старший чабан колхоза «XVIII партийная конференция» Баян-Аульского района Павлодарской области | 23.07.1948      | сельхоз        | Баянаульский район              | [ ГС 1 ]  |
| 2         | Абулкаиров Жумадильда             | 1893—1983               | Заведующий коневодством колхоза «Новый путь» Максимо-Горьковского района Павлодарской области | 23.07.1948      | сельхоз        | Теренкольский район             | [ ГС 2 ]  |
| 3         | Альжанов Нуртаз                   | 1902 — ????             | Старший табунщик молочного совхоза «Песчанский» Министерства совхозов СССР, Максимо-Горьковский район Павлодарской области                                                                                         | 23.07.1948      | сельхоз        | Теренкольский район             | [ ГС 3 ]  |
| 4         | Антонов Павел Тихонович           | 20.12.1904 — 01.10.1980 | Первый секретарь Цюрупинского райкома Компартии Казахстана, Павлодарская область | 11.01.1957      | госуправление  | *Брянская область               | [ ГС 4 ]  |
| 5         | Аргинбаев Шахан                   | 07.11.1919 — 17.10.2004 | Старший чабан совхоза «Ермаковский» Ермаковского района Павлодарской области | 08.04.1971      | сельхоз        | Аксу                            | [ ГС 5 ]  |
| 6         | Ахмединов Анес Ахмединович        | 14.08.1939 — 17.11.2020 | Бригадир совхоза «Спартак» Краснокутского района Павлодарской области | 03.03.1980      | сельхоз        | Актогайский район               | [ ГС 6 ]  |
| 7         | Бакланов Анатолий Васильевич      | 01.09.1923 — 30.05.1995 | Старший спекальщик Павлодарского алюминиевого завода Министерства цветной металлургии СССР, Павлодарская область                                                                                                   | 30.03.1971      | металлургия    | *Ленинградская область          | [ ГС 7 ]  |
| 8         | Баранов Анатолий Иванович         | 27.04.1937 — 23.02.2017 | Механизатор совхоза «Суворовский» Иртышского района Павлодарской области | 19.02.1981      | сельхоз        | *Тамбовская область             | [ ГС 8 ]  |
| 9         | Быкмухамет Иван Иванович          | род. 10.03.1923         | Комбайнёр колхоза имени Шевченко Щербактинского района Павлодарской области | 19.04.1967      | сельхоз        | Щербактинский район             | [ ГС 9 ]  |
| 10        | Величко Данил Наумович            | 13.12.1893 — 14.05.1967 | Старший табунщик колхоза «Заря» Баян-Аульского района Павлодарской области | 23.07.1948      | сельхоз        | *Брестская область              | [ ГС 10 ] |
| 11        | Витт Анатолий Иванович            | 06.11.1932 — 23.04.2001 | Машинист экскаватора разреза «Богатырь» Экибастузского производственного объединения по добыче угля Министерства угольной промышленности СССР, Павлодарская область                                                | 05.03.1976      | углепром       | *Донецкая область               | [ ГС 11 ] |
| 12        | Возный Михаил Фёдорович           | 01.06.1913 — 05.03.1992 | Машинист экскаватора строительного управления № 1 треста «Иртышуглестрой» комбината «Карагандашахтострой» Министерства строительства предприятий угольной промышленности СССР, гор. Экибастуз Павлодарской области | 26.04.1957      | строительство  | *Кировоградская область         | [ ГС 12 ] |
| 13        | Волков Тимофей Васильевич         | род. 26.04.1931         | Бригадир совхоза имени Ленина Иртышского района Павлодарской области | 19.04.1967      | сельхоз        | *Рязанская область              | [ ГС 13 ] |
| 14        | Выдрин Василий Сергеевич          | 26.08.1902 — 07.08.1975 | Директор совхоза «Песчанский» Министерства совхозов СССР, Максимо-Горьковский район Павлодарской области | 23.07.1948      | сельхоз        | Теренкольский район             | [ ГС 14 ] |
| 15        | Геринг Яков Германович            | 29.02.1932 — 21.11.1984 | Председатель колхоза «30 лет Казахской ССР» Успенского района Павлодарской области | 22.03.1966      | сельхоз        | *Грузия                         | [ ГС 15 ] |
| 16        | Гридин Георгий Степанович         | 12.11.1912 — 03.11.1981 | Управляющий трестом «Иртышуголь» Управления угольной промышленности Казахской ССР, Павлодарская область | 29.06.1966      | углепром       | *Запорожская область            | [ ГС 16 ] |
| 17        | Джусупов Жылкибай Каиргельдинович | 01.11.1933 — 02.06.2008 | Тракторист совхоза «Озёрный» Железинского района Павлодарской области | 19.04.1967      | сельхоз        | Железинский район               | [ ГС 17 ] |
| 18        | Дроздов Ефим Васильевич           | 1878 — 07.09.1954       | Старший чабан колхоза имени Крупской Цюрупинского района Павлодарской области | 09.10.1949      | сельхоз        | *Брянская область               | [ ГС 18 ] |
| 19        | Ермагамбетов Карабек              | 1893—1957               | Старший конюх молочного совхоза «Чекат» Министерства совхозов СССР, Павлодарский район Павлодарской области | 03.12.1949      | сельхоз        | Павлодарская область            | [ ГС 19 ] |
| 20        | Есин Герман Фёдорович             | 22.11.1928 — 22.09.1992 | Бригадир комплексной бригады Павлодарского строительно-монтажного управления № 1901 треста «Павлодарсельстрой» № 19 Министерства сельского строительства Казахской ССР                                             | 08.01.1974      | строительство  | *Мордовия                       | [ ГС 20 ] |
| 21        | Жангожин Жумабек                  | 21.10.1931 — 01.01.1988 | Старший чабан овцеплемзавода «Бескарагайский» Лебяжинского района Павлодарской области | 22.03.1966      | сельхоз        | Аккулинский район               | [ ГС 21 ] |
| 22        | Жапабаев Каиржан                  | 05.06.1938 — 04.01.1994 | Авиационный техник Павлодарского аэропорта Казахского управления гражданской авиации Министерства гражданской авиации СССР                                                                                         | 03.03.1980      | транспорт      | Павлодарский район              | [ ГС 22 ] |
| 23        | Жилкибаев Аманбек                 | 1921—1991               | Старший чабан совхоза «Кутузовский» Иртышского района Павлодарской области | 08.04.1971      | сельхоз        | Актогайский район               | [ ГС 23 ] |
| 23.000001 | Жингилбаев Кажен                  | 1898—1961               | Председатель колхоза «Тендык» Бескарагайского района Павлодарской области | 23.07.1948      | сельхоз        | Майский район                   | [ ГС 24 ] |
| 24        | Жукова Зоя Александровна          | род. 1936               | Преподаватель среднего городского профессионально-технического училища № 134, Качирский район Павлодарской области                                                                                                 | 27.06.1978      | образование    | *Воронежская область            | [ ГС 25 ] |
| 25        | Жунусбеков Мергенбай              | 15.03.1939 — 13.05.2002 | Старший чабан совхоза имени XXI съезда КПСС Баянаульского района Павлодарской области | 14.12.1984      | сельхоз        | Баянаульский район              | [ ГС 26 ] |
| 26        | Жусупов Мауия (Мади)              | 1886—1951               | Старший табунщик колхоза «Заря» Баян-Аульского района Павлодарской области | 23.07.1948      | сельхоз        | Баянаульский район              | [ ГС 27 ] |
| 27        | Илюшкина Зинаида Фёдоровна        | 28.03.1936 — 03.06.2013 | Бригадир штукатуров строительного управления № 3 треста «Иртышуглестрой», гор. Экибастуз Павлодарской области | 07.03.1960      | строительство  | Успенский район                 | [ ГС 28 ] |
| 28        | Искаков Сагадат                   | род. 10.10.1938         | Механизатор совхоза «Южный» Баянаульского района Павлодарской области | 19.02.1981      | сельхоз        | Баянаульский район              | [ ГС 29 ] |
| 29        | Кабылбеков Мажен Кабылбекович     | 10.09.1923 — 19.12.1999 | Директор средней школы имени Канаша Камзина Ермаковского района Павлодарской области | 20.07.1971      | образование    | Павлодар                        | [ ГС 30 ] |
| 30        | Кадыров Сабит                     | 01.09.1926 — 16.02.2005 | Машинист экскаватора Южного вскрышного разреза комбината «Экибастузуголь» Министерства угольной промышленности СССР, Павлодарская область                                                                          | 30.03.1971      | углепром       | Павлодарский район              | [ ГС 31 ] |
| 31        | Каленов Кали                      | 27.08.1927 — 01.02.2015 | Старший табунщик совхоза «Экибастузский» Краснокутского района Павлодарской области | 22.03.1966      | сельхоз        | Актогайский район               | [ ГС 32 ] |
| 32        | Кирпиченко Татьяна Ивановна       | 10.10.1927 — 19.01.2016 | Звеньевая колхоза имени Кирова Павлодарского района Павлодарской области | 28.03.1948      | сельхоз        | *Восточно-Казахстанская область | [ ГС 33 ] |
| 33        | Козолуп Дмитрий Степанович        | 1910—1976               | Бригадир тракторной бригады Осьмерыжской МТС Максимо-Горьковского района Павлодарской области | 11.01.1957      | сельхоз        | Теренкольский район             | [ ГС 34 ] |
| 33.000002 | Конаков Еший                      | 1886—1963               | Старший табунщик колхоза «Тендык» Бескарагайского района Павлодарской области | 23.07.1948      | сельхоз        | Алтайский край                  | [ ГС 35 ] |
| 34        | Коновалов Тимофей Степанович      | 09.02.1914 — 07.12.1988 | Директор совхоза имени Ленина Иртышского района Павлодарской области | 11.01.1957      | сельхоз        | *Сумская область                | [ ГС 36 ] |
| 35        | Корзюк Михаил Афанасьевич         | 20.05.1912 — 30.07.1976 | Председатель сельхозартели «Победа» Цюрупинского района Павлодарской области | 11.01.1957      | сельхоз        | Щербактинский район             | [ ГС 37 ] |
| 36        | Кравец Павел Леонтьевич           | 16.02.1913 — ????       | Управляющий фермой молочного совхоза «Кайманачихинский» Министерства совхозов СССР, Иртышский район Павлодарской области                                                                                           | 03.12.1949      | сельхоз        | Павлодарская область            | [ ГС 38 ] |
| 37        | Куржей Станислав Павлович         | 31.05.1924 — 13.06.2014 | Генеральный директор производственного объединения «Экибастузуголь» Министерства угольной промышленности СССР, Павлодарская область                                                                                | 29.08.1980      | углепром       | *Хмельницкая область            | [ ГС 39 ] |
| 38        | Кызгарин Букен                    | род. 05.06.1941         | Старший чабан совхоза «Аккольский» Экибастузского района Павлодарской области | 06.09.1973      | сельхоз        | Актогайский район               | [ ГС 40 ] |
| 39        | Ладыгин Виктор Иванович           | 1931 — 14.11.1978       | Комбайнёр совхоза «Белогорский» Майского района Павлодарской области | 23.06.1966      | сельхоз        | *Удмуртия                       | [ ГС 41 ] |
| 40        | Леонов Владимир Васильевич        | 08.01.1937 — 17.10.2005 | Тракторист-машинист совхоза имени Ленина Иртышского района Павлодарской области | 13.12.1972      | сельхоз        | *Брянская область               | [ ГС 42 ] |
| 41        | Литвинов Василий Куприянович      | 10.09.1929 — 07.03.1981 | Старший осмотрщик вагонного депо Павлодар Казахской железной дороги, Павлодарская область | 16.01.1974      | транспорт      | *Омск                           | [ ГС 43 ] |
| 42        | Мошкин Вениамин Николаевич        | 06.10.1930 — 09.06.2000 | Сталевар Павлодарского тракторного завода имени В. И. Ленина Министерства тракторного и сельскохозяйственного машиностроения СССР                                                                                  | 03.01.1974      | машиностроение | *Свердловская область           | [ ГС 44 ] |
| 43        | Музыка Пётр Фёдорович             | 25.05.1919 — 05.09.2000 | Комбайнёр Надаровской МТС Лозовского района Павлодарской области | 11.01.1957      | сельхоз        | Успенский район                 | [ ГС 45 ] |
| 44        | Омаров Мамаит                     | 12.01.1905 — 23.12.1983 | Директор совхоза «Ермаковский» Ермаковского района Павлодарской области | 22.03.1966      | сельхоз        | Павлодарский район              | [ ГС 46 ] |
| 45        | Оспанов Балгабай                  | 25.01.1924 — 12.07.1978 | Старший чабан Бескарагайского племзавода Павлодарского производственного управления, Лебяжинский район Павлодарской области                                                                                        | 18.02.1964      | сельхоз        | Аккулинский район               | [ ГС 47 ] |
| 46        | Перов Иван Петрович               | 15.08.1898 — 22.06.1967 | Директор совхоза «Иртышский» Иртышского района Павлодарской области | 11.01.1957      | сельхоз        | *Липецкая область               | [ ГС 48 ] |
| 47        | Пешков Николай Трифонович         | 02.08.1942 — 10.07.2013 | Бригадир экскаваторной бригады разреза «Богатырь» Экибастузского производственного объединения по добыче угля Министерства угольной промышленности СССР, Павлодарская область                                      | 23.04.1986      | углепром       | *Алтайский край                 | [ ГС 49 ] |
| 48        | Пожарская Ефросинья Яковлевна     | 1913 — ????             | Телятница племенного совхоза «Павлодарский» Министерства совхозов СССР, Павлодарский район Павлодарской области | 23.07.1948      | сельхоз        | *Черкасская область             | [ ГС 50 ] |
| 49        | Поздняков Виталий Николаевич      | 12.09.1938 — 30.07.2002 | Аппаратчик-гидрометаллург Павлодарского алюминиевого завода имени 50-летия СССР Министерства цветной металлургии Казахской ССР                                                                                     | 02.03.1981      | металлургия    | *Курская область                | [ ГС 51 ] |
| 50        | Раденко Пётр Никифорович          | 23.06.1910 — 28.03.1965 | Директор совхоза имени Панфилова Иртышского района Павлодарской области | 11.01.1957      | сельхоз        | *Днепропетровская область       | [ ГС 52 ] |
| 51        | Рахманин Тихон Ильич              | 14.08.1906 — 1991       | Директор совхоза «Бобровский» Максимо-Горьковского района Павлодарской области | 11.01.1957      | сельхоз        | *Воронежская область            | [ ГС 53 ] |
| 52        | Рудько Мария Ивановна             | род. 1920               | Звеньевая колхоза имени Петровского Лозовский район Павлодарской области | 28.03.1948      | сельхоз        | Павлодарский район              | [ ГС 54 ] |
| 53        | Рябова Пелагея Сидоровна          | 31.10.1924 — 20.01.1997 | Доярка племенного совхоза «Песчанский» Качирского района Павлодарской области | 22.03.1966      | сельхоз        | *Удмуртия                       | [ ГС 55 ] |
| 54        | Смеричанский Корней Антонович     | 05.02.1910 — 15.04.1984 | Директор Турксибовской МТС Лозовского района Павлодарской области | 11.01.1957      | сельхоз        | *Кировоградская область         | [ ГС 56 ] |
| 55        | Соколов Николай Михайлович        | 23.11.1928 — ????       | Тракторист-комбайнёр совхоза «Фёдоровский» Качирского района Павлодарской области | 10.12.1973      | сельхоз        | *Воронежская область            | [ ГС 57 ] |
| 56        | Софьин Николай Степанович         | род. 25.09.1938         | Спекальщик Павлодарского алюминиевого завода Министерства цветной металлургии СССР | 29.04.1986      | металлургия    | *Пензенская область             | [ ГС 58 ] |
| 57        | Степьюк Иван Иосифович            | 26.06.1930 — 01.02.2012 | Бригадир слесарей-монтажников Павлодарского участка треста «Средазэнергомонтаж» Министерства энергетики и электрификации Казахской ССР, Павлодарская область                                                       | 20.04.1971      | энергетика     | *Красноярский край              | [ ГС 59 ] |
| 58        | Сутжанов Байзек                   | 1928 — 08.05.1996       | Бригадир трубоукладчиков управления «Экибастузспецшахтострой» комбината «Экибастузспецшахтострой» Министерства угольной промышленности СССР, гор. Экибастуз Павлодарской области                                   | 29.08.1980      | углепром       | Актогайский район               | [ ГС 60 ] |
| 59        | Сыздыков Жанпеис                  | 1895—1979               | Старший чабан совхоза «Бескарагайский» Лебяжинского района Павлодарской области | 29.03.1958      | сельхоз        | Аккулинский район               | [ ГС 61 ] |
| 60        | Титирко Василий Васильевич        | 14.04.1914 — 02.12.1995 | Комбайнёр совхоза имени Суворова Иртышского района Павлодарской области | 11.01.1957      | сельхоз        | *Ростовская область             | [ ГС 62 ] |
| 61        | Трусов Михаил Иванович            | 06.07.1929 — 18.07.1998 | Главный агроном совхоза «Мирный» Железинского района Павлодарской области | 19.02.1981      | сельхоз        | *Могилёвская область            | [ ГС 63 ] |
| 62        | Филёв Григорий Игнатьевич         | 1908—1971               | Бригадир тракторной бригады Лозовской МТС Павлодарской области | 28.03.1948      | сельхоз        | *Днепропетровская область       | [ ГС 64 ] |
| 63        | Шажанканов Мукан                  | 1897 — 1970             | Старший табунщик совхоза «Кайманачихинский» Министерства совхозов СССР, Иртышский район Павлодарской области | 03.12.1949      | сельхоз        | Павлодарская область            | [ ГС 65 ] |
| 64        | Шарбакбаев Кабдылнасир Ергалиевич | 15.09.1937 — 18.03.2016 | Чабан совхоза имени XXIII съезда КПСС Лебяжинского района Павлодарской области | 19.02.1981      | сельхоз        | Павлодар                        | [ ГС 66 ] |
| 65        | Шарбакбаева Кулай                 | 12.1911 — 20.11.1986    | Старший чабан совхоза № 23 Лебяжинского района Павлодарской области | 29.03.1958      | сельхоз        | Павлодарская область            | [ ГС 67 ] |
| 65.000003 | Шевцов Степан Иванович            | 02.08.1918 — 05.07.1994 | Председатель сельхозартели «Весёлый труд» Бескарагайского района Павлодарской области | 11.01.1957      | сельхоз        | *Восточно-Казахстанская область | [ ГС 68 ] |
| 66        | Шмидт Пётр Абрамович              | род. 11.03.1930         | Скотник колхоза «Богатырь» Цюрупинский район Павлодарской области | 09.10.1949      | сельхоз        | Успенский район                 | [ ГС 69 ] |

### Комментарии
1. ↑  В тексте Указа — Абулкайров.
2. ↑  В тексте Указа — Кизгарин.
3. ↑  В тексте Указа — Шарбакбаева Куляй

## Уроженцы Павлодарской области, удостоенные звания Героя Социалистического Труда в других регионах СССР
| №  | Фамилия, имя, отчество            | Даты жизни              | Деятельность | Дата присвоения | Отрасль       | Район рождения      | ГС        |
| -- | --------------------------------- | ----------------------- | --- | --------------- | ------------- | ------------------- | --------- |
| 1  | Айдарханов Бике                   | 05.12.1918 — 28.10.1970 | Шихтовщик свинцового завода Лениногорского полиметаллического комбината Министерства цветной металлургии ССР, Восточно-Казахстанская область                                    | 20.05.1966      | металлургия   | Аккулинский район   | [ ГС 1 ]  |
| 2  | Баймуканов Андрей Камашевич       | 01.06.1929 — 06.02.2000 | Скотник откормочного совхоза «Краснозёрский» Краснозёрского района Новосибирской области                                                                                        | 08.04.1971      | сельхоз       | Теренкольский район | [ ГС 2 ]  |
| 3  | Баймурзинов Камза Габдулгазизович | род. 01.04.1926         | Мастер Карагандинского завода синтетического каучука Министерства химической промышленности СССР                                                                                | 28.05.1966      | химпром       | Аксуский район      | [ ГС 3 ]  |
| 4  | Беисов Жилкибай                   | род. 1925               | Начальник смены обогатительной фабрики Балхашского горнометаллургического комбината Карагандинского совнархоза                                                                  | 28.05.1960      | металлургия   | Актогайский район   | [ ГС 4 ]  |
| 5  | Жунусов Хасен                     | 1906 — ????             | Директор Кар-Керинского совхоза Кегенского района Алма-Атинской области | 11.01.1957      | сельхоз       |                     | [ ГС 5 ]  |
| 6  | Кливленов Михаил Алексеевич       | 28.03.1925 — 01.07.2002 | Чабан совхоза «Купинский» Купинского района Новосибирской области | 22.03.1966      | сельхоз       | Актогайский район   | [ ГС 6 ]  |
| 7  | Коробицин Иван Васильевич         | 09.09.1925 — 27.06.1994 | Капитан парохода Верхне-Иртышского речного пароходства Главного управления речного флота при Совете Министров Казахской ССР, гор. Семипалатинск                                 | 14.09.1966      | транспорт     | Железинский район   | [ ГС 7 ]  |
| 8  | Мещеряков Георгий Николаевич      | 18.03.1921 — ????       | Бригадир шофёров Донецкого производственного объединения грузового автотранспорта Министерства автомобильного транспорта Украинской ССР                                         | 23.01.1974      | транспорт     | Павлодар            | [ ГС 8 ]  |
| 9  | Мусетов Десейке                   | 01.11.1917 — 08.04.1981 | Бригадир полеводческой бригады молочного совхоза «Северо-Любинский» Министерства совхозов СССР, Любинский район Омской области                                                  | 12.11.1951      | сельхоз       | Железинский район   | [ ГС 9 ]  |
| 10 | Нуртазина Рафика Бекеновна        | 08.03.1921 — 01.04.2013 | Учительница средней школы-интерната № 4, гор. Алма-Ата | 01.07.1968      | образование   | Павлодарский район  | [ ГС 10 ] |
| 11 | Омаров Кидралы                    | 1922—1975               | Машинист горного комбайна шахты № 31 треста «Ленинуголь» Управления угольной промышленности Казахской ССР, гор. Караганда                                                       | 29.06.1966      | углепром      | Баянаульский район  | [ ГС 11 ] |
| 12 | Прохорская Дарья Васильевна       | 05.1912 — 1978          | Звеньевая колхоза «Знамя коммуны» Верхне-Баканского района Краснодарского края                                                                                                  | 13.08.1949      | сельхоз       | Теренкольский район | [ ГС 12 ] |
| 13 | Сагинов Абылкас                   | 27.12.1915 — 26.09.2006 | Академик Академии наук Казахской ССР, ректор Карагандинского политехнического института                                                                                         | 20.07.1971      | наука         | Баянаульский район  | [ ГС 13 ] |
| 14 | Сизых Иван Егорович               | 17.01.1925 — 10.05.2001 | Бригадир проходчиков Новокузнецкого шахтостроительного управления треста «Кузнецкшахтострой» Министерства строительства предприятий тяжёлой индустрии СССР, Кемеровская область | 05.04.1971      | строительство | Щербактинский район | [ ГС 14 ] |
| 15 | Скачкова Анна Яковлевна           | 1911 — ????             | Звеньевая совхоза «Льновод» Маслянинского района Новосибирской области | 08.03.1948      | сельхоз       |                     | [ ГС 15 ] |
| 16 | Темербаев Салик                   | 1909 — 23.05.2004       | Навалоотбойщик шахты «Пионерка» треста «Беловуголь» комбината «Кузбассуголь» Министерства угольной промышленности СССР, Кемеровская область                                     | 26.04.1957      | углепром      |                     | [ ГС 16 ] |
| 17 | Федирко Григорий Матвеевич        | 1918 — ????             | Председатель колхоза имени Ленина Промышленновского района Кемеровской области                                                                                                  | 08.04.1971      | сельхоз       | Щербактинский район | [ ГС 17 ] |
| 18 | Шегебаев Бажий                    | 1881—1960               | Старший чабан колхоза «Жалтас» Кувского района Карагандинской области | 23.07.1948      | сельхоз       | Баянаульский район  | [ ГС 18 ] |
| 19 | Шкулов Александр Николаевич       | 01.05.1926 — 28.03.2011 | Директор Бердского радиозавода Министерства промышленности средств связи СССР, Новосибирская область                                                                            | 23.08.1985      | радиопром     |                     | [ ГС 19 ] |
| 20 | Яненко Иван Григорьевич           | 08.12.1933 — 05.02.2012 | Комбайнёр зерносовхоза «Миролюбовский» Пресновского района Северо-Казахстанской области                                                                                         | 23.06.1966      | сельхоз       | Теренкольский район | [ ГС 20 ] |

### Комментарии
1. ↑  В тексте Указа — Дейсейке.

## Герои Социалистического Труда, прибывшие в Павлодарскую область на постоянное проживание из других регионов
| № | Фамилия, имя, отчество     | Даты жизни              | Деятельность                                                                             | Дата присвоения | Отрасль | Район проживания  | ГС       |
| - | -------------------------- | ----------------------- | ---------------------------------------------------------------------------------------- | --------------- | ------- | ----------------- | -------- |
| 1 | Жалдыба Алексей Артемьевич | 1916 — ????             | Бригадир тракторной бригады Судженской МТС Анжеро-Судженского района Кемеровской области | 25.02.1949      | сельхоз |                   | [ ГС 1 ] |
| 2 | Ли Ен-Гын                  | 1903 — 12.03.1986       | Бригадир колхоза «Авангард» Чиилийского района Кзыл-Ординской области                    | 20.05.1949      | сельхоз | Сайрамский район  | [ ГС 2 ] |
| 3 | Энгель Антон Иосифович     | 05.07.1929 — 23.01.1986 | Комбайнёр Коноваловской МТС Октябрьского района Северо-Казахстанской области             | 11.01.1957      | сельхоз | Актогайский район | [ ГС 3 ] |